# Чепмен, Фредрик
Фредрик Уильям Чепмен (англ. Frederick William Chapman; 10 мая 1883, Ноттингем — 7 сентября 1951, Ньюстедское аббатство, Ноттингемшир или Linby, Ноттингемшир) — английский футболист-любитель, участник летних Олимпийских игр 1908 года.

## Клубная карьера
Чапмен играл за клубы «Ноттс Магдала», «Ноттингем Форест» и «Саут Ноттингем», проведя три матча в футбольной лиге за «Ноттингем Форест». Также он выступал за «Порт Вейл» в матче против дубля «Сток Сити» 23 апреля 1910 года. Игра была прервана при счёте 2:0 в пользу «Вейла» из-за вторжения зрителей на поле. Летом 1910 года он согласился помогать «Вейлу» в экстренных случаях, но больше за клуб не выступал.
Он стал одним из соучредителей команды «Инглиш Уондерерс», позже выступал за «Оксфорд Сити», «Саут Ноттингем», «Саутолл» и «Брентфорд». Также выходил на поле за «Нордерн Номадс» и «Ноттс Каунти» в качестве приглашённого игрока.

## Международная карьера
С 1908 по 1910 год Чапмен провёл 16 матчей за любительскую сборную Англии, забив 5 голов. Он был участником олимпийской сборной Великобритании, которая завоевала золотую медаль на турнире по футболу на летних Олимпийских играх 1908 года. Чапмен сыграл во всех трёх матчах турнира в полузащите и забил два гола: один над Швецией в четвертьфинале, где Великобритания победила 12:1,и ещё один — в финале против Дании (2:0), открыв счёт и внеся решающий вклад в победу своей команды. Также он забил два неофициальных гола в матче против Уэльса 20 февраля 1909 года (5:2).